# Julian von Haacke
Julian von Haacke (Bremen, 14 februari 1994) is een Duits voetballer die doorgaans speelt als middenvelder. In juli 2024 verruilde hij Sporting de Hortaleza voor TuS Dassendorf.

## Clubcarrière
Von Haacke speelde in de jeugd van Post SV Bremen en Union 60 Bremen, voor hij in 2006 in de opleiding van Werder Bremen terechtkwam. Voor de beloften maakte de middenvelder zijn debuut op 11 augustus 2013, toen op bezoek bij SV Meppen met 1–0 verloren werd. Von Haacke mocht van coach Viktor Skrypnyk in de basis beginnen en hij speelde het gehele duel mee. Zijn eerste doelpunt volgde op 2 oktober 2013, in de thuiswedstrijd tegen Schwarz-Weiß Rehden (2–2). Skripnik liet Von Haacke in de basis straten en bij een achterstand van 0–1 schoot die zijn ploeg langszij. Nadat Schwarz-Weiß weer op voorsprong was gekomen, tekende Davie Selke nog voor de 2–2. Negen minuten voor het einde van de wedstrijd werd Von Haacke gewisseld voor Florian Grillitsch.
Von Haacke verliet Bremen in juni 2016 en zette zijn handtekening onder een contract voor drie seizoenen bij N.E.C. Op 5 augustus 2016 maakte hij zijn debuut tegen PEC Zwolle. In de rust van dat duel viel hij in voor Stefan Mauk. Op 5 maart 2017 maakte Von Haacke zijn eerste doelpunt voor NEC. In de met 3–1 gewonnen thuiswedstrijd tegen Heracles Almelo was de Duitser verantwoordelijk voor de belangrijke gelijkmaker. Op 28 mei 2017 degradeerde hij met N.E.C. naar de Eerste divisie. 
In juni 2017 tekende Von Haacke een contract tot de zomer van 2020 met SV Darmstadt 98, dat het seizoen ervoor degradeerde naar de 2. Bundesliga. In het seizoen 2017/18 speelde de middenvelder vijf competitiewedstrijden. In de zomer hierop volgend werd Von Haacke voor één seizoen verhuurd aan SV Meppen. Eind augustus 2019 werd zijn nog een jaar doorlopend contract ontbonden.
Half september 2019 verbond hij zich voor drie seizoenen aan het Oostenrijkse Austria Klagenfurt dat uitkwam in de 2. Liga. In januari 2023 tekende hij voor Weiche Flensburg. In augustus 2023 sloot hij aan bij het Spaanse Sporting de Hortaleza, uitkomend in de Preferente Madrid Grupo 1 (vijfde niveau). Het jaar erop keerde Von Haacke terug in Duitsland, om voor TuS Dassendorf te gaan spelen.

## Clubstatistieken
| Seizoen | Club                  | Competitie        | Competitie | Competitie | Beker | Beker | Internationaal | Internationaal | Nacompetitie | Nacompetitie | Totaal | Totaal |
| Seizoen | Club                  | Competitie        | Wed.       | Dlp.       | Wed.  | Dlp.  | Wed.           | Dlp.           | Wed.         | Dlp.         | Wed.   | Dlp.   |
| ------- | --------------------- | ----------------- | ---------- | ---------- | ----- | ----- | -------------- | -------------- | ------------ | ------------ | ------ | ------ |
| 2013/14 | Werder Bremen II      | Regionalliga Nord | 27         | 3          | —     | —     | —              | —              | —            | —            | 27     | 3      |
| 2014/15 | Werder Bremen II      | Regionalliga Nord | 7          | 1          | —     | —     | —              | —              | —            | —            | 7      | 1      |
| 2015/16 | Werder Bremen II      | 3. Liga           | 29         | 4          | —     | —     | —              | —              | —            | —            | 29     | 4      |
| 2016/17 | N.E.C.                | Eredivisie        | 30         | 2          | 1     | 0     | —              | —              | 3            | 0            | 34     | 2      |
| 2017/18 | SV Darmstadt          | 2. Bundesliga     | 5          | 0          | 1     | 0     | —              | —              | —            | —            | 6      | 0      |
| 2018/19 | → SV Meppen           | 3. Liga           | 18         | 2          | 0     | 0     | —              | —              | —            | —            | 18     | 2      |
| 2019/20 | Austria Klagenfurt    | 2. Liga           | 12         | 1          | 0     | 0     | —              | —              | —            | —            | 12     | 1      |
| 2020/21 | Austria Klagenfurt    | 2. Liga           | 5          | 2          | 1     | 0     | —              | —              | —            | —            | 6      | 2      |
| 2021/22 | Austria Klagenfurt    | Bundesliga        | 3          | 0          | 0     | 0     | —              | —              | —            | —            | 3      | 0      |
| 2022/23 | Weiche Flensburg      | Regionalliga Nord | 13         | 0          | 1     | 0     | —              | —              | —            | —            | 14     | 0      |
| 2023/24 | Sporting de Hortaleza | Preferente Madrid | ?          | ?          | ?     | ?     | —              | —              | —            | —            | ?      | ?      |
| 2024/25 | TuS Dassendorf        | Oberliga Hamburg  | 0          | 0          | 0     | 0     | —              | —              | —            | —            | 0      | 0      |
| Totaal  | Totaal                | Totaal            | 149        | 15         | 4     | 0     | 0              | 0              | 3            | 0            | 156    | 15     |

Bijgewerkt op 24 juli 2024.